# Složenka
Složenka je formulář určený k peněžním převodům, při kterých se užívá hotovosti, ale také bezhotovosti. V bankách se používají složenky ke vkladům na bankovní účet, pošta užívá poukázky také jako formulář k odesílání hotovosti příjemci bez bankovního účtu. (Česká pošta užívá výraz poštovní poukázka. Poukázky si pošta vydává sama a náleží jí obdobné vlastnosti jako bankovní složence. Lidé si však osvojili název „složenka“ i pro tento tiskopis.)

## Typy složenek
- Bankovní složenka obsahuje vždy číslo účtu příjemce platby, částku a měnu vkladu, kolonky pro identifikaci vkladatele a platby (volitelně nebo povinně vyplnitelné), obvykle i výčetku platidel. Formulář bývá vícedílný. Potvrzenou kopii složenky nebo transakční sestavu obdrží vkladatel oproti hotovosti.
- Poštovní poukázka vyžaduje kromě náležitostí uvedených na bankovní složence i vyplnění adres příjemce a odesílatele hotovosti.[1]